# Gérard Voisin
Pour les articles homonymes, voir Voisin (homonymie).
Ne pas confondre avec le sculpteur Gérard Voisin
Gérard Voisin, né le 18 août 1945 à Mâcon (Saône-et-Loire), est un homme politique français, pompiste garagiste de formation. Il est député et maire de Charnay-lès-Mâcon durant 31 ans.

## Biographie
Ancien membre de l'UDF, il fait partie du groupe UMP.
Il est député du 2 avril 1993, pour la Xe législature (1993-1997) jusqu'au 19 juin 2012, pour la XIIIe législature (2007-2012), dans la 1re circonscription de Saône-et-Loire.
Il est battu aux législatives de 2012 par le candidat socialiste Thomas Thévenoud (54,13 %).
En mars 2015, il est suspendu de l'UMP pour avoir présenté une candidature dissidente aux élections départementales, sur le canton de la Chapelle-de-Guinchay. Le 22 mars, son binôme est battu au 1er tour des élections départementales après avoir rassemblé moins de 7 % des inscrits (12,5 % nécessaires pour le 2e tour) pour 12,95 % des exprimés.
Il est de nouveau très largement battu aux élections législatives de 2017 dans la première circonscription de Saône-et-Loire sous l'étiquette Les Républicains avec 3,57 % des voix au 1er tour, face, entre autres, à Jean-Patrick Courtois, le candidat officiellement investi par Les Républicains.

## Anciens mandats
- 13/03/1977 - 13/03/1983 : Conseiller municipal de Charnay-lès-Mâcon
- 25/03/1979 - 29/03/1992 : Conseiller général de Saône-et-Loire
- 14/03/1983 - 22/03/2014 : Maire de Charnay-lès-Mâcon
- 30/03/1992 - 19/03/2001 : Vice-président du conseil général de Saône-et-Loire
- 02/04/1993 - 19/06/2012 : Député de la 1ère circonscription de Saône-et-Loire
- 01/01/2005 - 10/04/2008 : Président de la communauté d'agglomération Mâconnais - Val de Saône (CAMVAL)

## Décoration
- Chevalier de la Légion d'honneur (14 juillet 2018)[3]